# Sommer-Paralympics 2012/Teilnehmer (Kap Verde)
| stlisierte Goldmedaille | stlisierte Silbermedaille | stlisierte Bronzemedaille |
| ----------------------- | ------------------------- | ------------------------- |
| —                       | —                         | —                         |

Kap Verde entsandte zu den Paralympischen Sommerspielen 2012 in London einen männlichen Sportler.

## Teilnehmer nach Sportart

### Leichtathletik
| Athleten         | Wettbewerb        | Vorlauf / Vorkampf | Vorlauf / Vorkampf | Halbfinale   | Halbfinale | Finale       | Finale | Rang |
| Athleten         | Wettbewerb        | Zeit / Weite       | Rang               | Zeit / Weite | Rang       | Zeit / Weite | Rang   | Rang |
| ---------------- | ----------------- | ------------------ | ------------------ | ------------ | ---------- | ------------ | ------ | ---- |
| Männer           |                   |                    |                    |              |            |              |        |      |
| Márcio Fernandes | 100 m – T44       |                    |                    | –            | –          |              |        |      |
| Márcio Fernandes | 200 m – T44       | 24,84 s            | 5                  | –            | –          |              |        |      |
| Márcio Fernandes | Speerwerfen – T44 |                    |                    | –            | –          | 46,04 m      | 9      |      |